# Chetogena setosina
Chetogena setosina là một loài ruồi trong họ Tachinidae.